# Szawahid
Szawahid (arab. شواهد) – wieś w Syrii, w muhafazie Hims. W 2004 roku liczyła 672 mieszkańców.